# Ikue Asazaki
Ikue Asazaki (jap. 朝崎 郁恵, Asazaki Ikue; * 11. November 1935 auf den Amami-Inseln, Präfektur Kagoshima, Japan) ist eine japanische Sängerin traditioneller Volksmusik.

## Leben
Aufgewachsen in Setouchi wurde sie schon früh von ihrem Vater mit der traditionellen Musik von Amami (Amami Shima-uta) und Okinawa vertraut gemacht. Von Yokohama, wo sie zehn Jahre lebte, zog sie 1984 nach Tokio, um dort, annähernd zehn Jahre lang, ein Engagement am japanischen Nationaltheater wahrzunehmen. 1990 hatte sie Auftritte in der Carnegie Hall (New York), Los Angeles und Kuba. 2002 veröffentlichte sie Utabautayun worauf sie mit traditionellen Liedern und Texten der Ryūkyū-Inseln zu hören ist. 2007 trat sie als erste Künstlerin aus Kagoshima im Ikegami Honmon-ji Tempel in Tokio auf.
Ikue Asazaki arbeitete im Laufe ihrer Karriere mit zahlreichen Künstlern wie Ryūichi Sakamoto, UA oder Daikichi Yoshida zusammen. Zu ihren bekanntesten Aufnahmen zählt Obokuri-Eeumi welche in der Anime-Serie Samurai Champloo zu hören ist. Ihr erstes Best of Album wurde 2008 von Universal veröffentlicht.

## Diskografie
- Amami 海美 (1997)
- Utabautayun (2002)
- Uta-jima 詩島 (2002)
- Uta Ashiibi (Uta Asobi) (2003)
- Obokuri (2005)
- Shimayumuta (2006)
- Hamasaki (2007)
- Featuring Best (2008)